# Dichasianthus
Dichasianthus es un género de plantas fanerógamas de la familia Brassicaceae. Comprende 13 especies descritas y de estas, solo 1 aceptada y 6 pendientes de ser aceptadas.

## Taxonomía
El género fue descrito por Ovcz. & Junussov y publicado en Fl. Tadzhikskoi SSR 5: 625. 1978.

## Especies descritas
- Dichasianthus aculeatus
- Dichasianthus brachycarpus
- Dichasianthus brevipes
- Dichasianthus contortuplicatus
- Dichasianthus dentatus
- Dichasianthus eldaricus
- Dichasianthus humilis
- Dichasianthus korolkowii
- Dichasianthus rossicus
- Dichasianthus sergievskianus
- Dichasianthus subtilissimus
- Dichasianthus tetracmoides
- Dichasianthus torulosus